# Hynek Světlík
Hynek Světlík, též Ignaz nebo Ignác (2. ledna 1875 Rosice – 22. dubna 1945 Hrušovany u Brna), byl rakouský lékař a politik české národnosti z Moravy, poslanec Moravského zemského sněmu a organizátor hasičských sborů na jižní Moravě.

## Biografie
Působil jako lékař v Hrušovanech u Brna. V červenci 1904 byl promován na doktora medicíny na Univerzitě Karlově.
Narodil se v Rosicích, kde jeho otec Hynek Světlík starší (zemřel 1915) byl starostou a stavitelem. Roku 1905 se přistěhoval do Hrušovan. Nastoupil jako lékař v cukrovaru a otevřel si zde i soukromou lékařskou praxi. Byl veřejně a politicky aktivní. V roce 1906 se podílel na založení sboru dobrovolných hasičů v Hrušovanech. Roku 1907 byl zvolen do funkce starosty hasičské župy okresu Židlochovice. V roce 1923 byla na jeho počet pojmenována hasičská župa okresu Židlochovice na hasičskou župu Dra. Světlíka. Funkci předsedy této župy zastával od roku 1907 až do své smrti.
Zapojil se i do vysoké politiky. V doplňovacích zemských volbách roku 1913 byl zvolen na Moravský zemský sněm, kde zastupoval kurii všeobecnou, český obvod Hodonín, Břeclav, Hustopeče. Nahradil zesnulého poslance Tomáše Eduarda Šilingera. Uváděl se jako křesťansko sociální kandidát (Moravsko-slezská křesťansko-sociální strana na Moravě). Podle jiného zdroje byl kandidátem Katolické strany národní. Dobový tisk uvádí, že byl společným kandidátem obou zmíněných klerikálních stran. V červenci 1913 ho sněm zvolil do petičního a verifikačního odboru a do odboru pro záležitosti kontribučenských fondů.
Za první světové války byl podle některých zdrojů vězněn pro svůj kladný vztah k Rusku. Dobové zdroje ovšem uvádějí, že v roce 1915 sloužil jako vojenský lékař u rakousko-uherské armády v Karpatech. Byl tehdy vyznamenán zlatou medailí za statečnost. Koncem roku 1918 ho Moravský národní výbor jmenoval na post velitele československého vojenského praporu pro okres Židlochovice. Úkolem této provizorní polovojenské jednotky bylo obsazení železniční trati v úseku Modřice – Zaječí, zajišťovat veřejný pořádek a shromažďovat vojáky navracející se z fronty. Oddíl měl od 700 do 3000 mužů. Na jaře 1919 byl po ustavení běžných vojenských útvarů rozpuštěn. V roce 1920 se podílel na ustavení okresního spolku Červeného kříže v Židlochovicích.
Zemřel ve svém domě v Hrušovanech v dubnu 1945. Byl pohřben na hrušovanském hřbitově. Po smrti byl v září 1945 označen za kolaboranta a bylo mu přičítáno udání JUDr. Františka Čermáka. Byl zpětně vyloučen z hasičské župy a z jejího názvu bylo odstraněno Světlíkovo jméno. Světlík byl podruhé ženatý s výrazně mladší ženou Helenoz. Na její naléhání měl v roce 1940 přijmout německé občanství. Podle údajů Hrušovanského zpravodaje z prosince 2015 ovšem Světlík neměl nic společného s udáním Františka Čermáka a místních členů Obrany národa. Podle jiného zdroje přijal německé občanství již jako velmi nemocný člověk, téměř nevidomý. Mělo mu hrozit zatčení gestapem pro jeho meziválečnou hasičskou a vlasteneckou činnost. Spojitost se zatčením Františka Čermáka měla vzniknout tím, že Světlík byl s ním v letech 1939–1941 v soukromém právním sporu. Dobové vydání antisemitského listu Árijský boj z roku 1942 Světlíka veřejně kritizuje za to, že prý se rozvedl se svou árijskou manželkou a oženil se s Židovkou.